# Rafał Trzaskowski
Rafał Kazimierz Trzaskowski (* 17. ledna 1972 Varšava) je polský politik, starosta Varšavy za Občanskou platformu a politolog. V letech 2009–2013 byl poslancem Evropského parlamentu a v letech 2013–2014 ministr správy a digitalizace ve vládě Donalda Tuska. V roce 2015 byl za Občanskou platformu zvolen poslancem Sejmu a v říjnu 2018 starostou Varšavy.
Otevřeně podporuje větší evropskou integraci, zavedení stejnopohlavního manželství, ekologickou transformaci a větší roli samospráv.
V roce 2020 kandidoval za Občanskou platformu v odložených prezidentských volbách, když v důsledku nízkých preferencí odstoupila Małgorzata Kidawová-Błońská. Ve druhém kole získal 48,97 % hlasů. Podruhé kandidoval v prezidentských volbách v roce 2025, kdy sice vyhrál první kolo voleb, ale v druhém kole získal pouhých 49,1 % hlasů a těsně jej tak porazil nestraník za Právo a spravedlnost Karol Nawrocki.
Jako osmiletý účinkoval v dětském seriálu Nasze podwórko. Vystudoval mezinárodní vztahy a anglistiku na Varšavské univerzitě. Studoval i v Oxfordu, v Paříži a v roce 2004 se stal doktorem filozofie na Fakultě žurnalistiky a politologie Varšavské univerzity. Jeho dizertační práce měla název Dynamika institucionální reformy Evropské unie. Před vstupem do politiky pracoval jako překladatel a tlumočník z angličtiny. Ovládá také italštinu, francouzštinu, španělštinu a ruštinu. Jeho praděd, pedagog a lingvista Bronislaw Trzaskowski (1824–1906), založil v Krakově v 19. století první dívčí gymnázium v zemi. Otec Andrzej Trzaskowski (1933–1998) byl hudební skladatel a jazzový klavírista.  S manželkou Małgorzatou, absolventkou Ekonomické univerzity v Krakově, má dvě děti.